# Stan LePard
Stan LePard, właśc. Stanley James LePard (ur. 10 sierpnia 1956 w Coeur d'Alene, zm. 11 stycznia 2021 w Szwecji) – amerykański kompozytor, orkiestrator i producent muzyczny; syn Jamesa O. „Jima” LeParda i Barbary James LePard. Ukończył Coeur d’Alene High School i uzyskał tytuł licencjata w dziedzinie kompozycji muzycznej na Eastern Washington University. Tytuł magistra edukacji muzycznej uzyskał na North Texas State. Skomponował utwory do gier z serii: Halo, Guild Wars, Destiny, a także muzykę odtwarzaną podczas instalacji systemu operacyjnego Windows XP oraz część dźwięków w systemie Windows 98.
Stan komponował muzykę dla Microsoftu i innych przedsiębiorstw, w tym muzykę do wielu gier komputerowych, encyklopedii i innych projektów. Aranżował muzykę dla orkiestr i kierował orkiestrami w Europie na potrzeby ich nagrań. Przez lata Stan grywał na wielu różnych instrumentach, ale przede wszystkim na instrumentach klawiszowych. Wiele jego utworów jest dostępnych online.

## Życie prywatne
Jego żoną była Donna Matorin LePard (1995-2021).